# Camí del Bonifet

El Camí del Bonifet, respecte del terme de Castellcir

El Camí del Bonifet és un antic camí rural que uneix el Camí de Collsuspina a Santa Coloma Sasserra amb la masia del Bonifet, en el terme municipal de Castellcir, a la comarca del Moianès.
És un curt camí de poc més de 300 metres de recorregut que mena a la masia del Bonifet des de qualsevol altre lloc de la parròquia a la qual pertany, Santa Coloma Sasserra.

## Etimologia
Com en el cas de la major part de camins, el nom que els designa és clarament descriptiu. En aquest cas, el camí mena a la masia del Bonifet des del Camí de Collsuspina a Santa Coloma Sasserra.